# 柬埔寨王国民族团结政府
柬埔寨王国民族团结政府（法語：Gouvernement Royal d'Union Nationale du Kampuchéa)是1970年至1976年存在於北京的柬埔寨王國流亡政府。歐美國家多以其法文名稱簡寫「GRUNK」稱呼之。
1970年柬埔寨政變後，柬埔寨王國政權被推翻，取而代之的是高棉共和国。被废黜的国家元首诺罗敦·西哈努克在中國的支持下，在北京组建柬埔寨王国民族团结政府。西哈努克的支持者与紅色高棉（柬埔寨共產黨）組成名為“柬埔寨民族统一阵线”的聯盟，稱為共同對抗高棉共和國政權。然而民族團結政府內部並不穩定，紅色高棉在政變前正與西哈努克的人民社會同盟政權搖擺對抗，兩者是為了推翻高棉共和國的共同目的才走上合作之路。
1975年4月17日，紅色高棉佔領金邊，推翻高棉共和國政權，國名改回柬埔寨。此後，民族團結政府曾短暫地統治柬埔寨。西哈努克派系成員雖然依舊擔任要職，但沒有實權，政權實際由紅色高棉把持。1976年4月2日，西哈努克辭去國家元首職務；兩天後，賓努也辭去總理職務。紅色高棉全面接管政權，標誌著民族團結政府終結、民主柬埔寨成立。

## 聯合政府的成立
1970年3月，西哈努克被首相朗诺、副首相施里玛达與英丹等黨內右派人士推翻。西哈努克當時正在北京出訪，3月23日他透過北京的電台呼籲支持者起來反抗政變並宣布了聯合政府的成立。西哈努克在流亡時對於陣線形成的回憶與之後評論者的版本有所不同，他聲稱自己在莫斯科飛往北京的飛機上就決定要建立聯合政府，並對三位紅色高棉領導人胡榮、符宁與喬森潘「三位傑出的知識分子」在廣播後三天傳來的訊息表示高興，此三人都曾是1960年代西哈努克人民社會同盟（Sangkum）的成員。
事實上，西哈努克來到北京時似乎還不確定下一步該怎麼做，直到3月21日與周恩來和北越總理范文同（前者後來成為他重要的支持者）的秘密會議，西哈努克才決定和與自己前十年不斷對抗的柬埔寨共產黨結盟。對朗诺復仇的野心、自尊心與懷疑美國在政變中的角色造成了這樣的決定。西哈努克日後表示他曾經不打算向美國或共產主義者任一方靠攏，但是朗诺逼他這麼做。
聯合政府在5月5日正式宣布成立，隨即獲得中國的承認。西哈努克建立聯合政府提供紅色高棉取得國際承認及取得境內保守農民支持的管道，用以對抗朗诺的高棉共和國政權。共產主義的勢力迅速在鄉村地區擴張，受到被西哈努克之名吸引並憤怒於美國轟炸的農民支持。對西哈努克而言，共產主義者的支持有助於他重新奪權的企圖，並確保了北越與中國的支持（其中北越正占領部分柬埔寨鄉村地區）。西哈努克似乎清楚的知道越發強硬的紅色高棉最終將迫使其退位、甚至謀殺，他之後計畫吸引美國支持他的「國家統一」戰線，但尼克森政權支持朗诺的政府，因此這是不可能的冒險。

## 政府的組成
西哈努克是聯合政府的國家元首。賓努擔任首相，他是西哈努克的重要顧問，曾在法國殖民政府與西哈努克的人民社會同盟中任職。留在柬埔寨「解放區」的喬森潘使聯合政府可對外聲稱其並非流亡政府，他擔任副首相、國防部長與武裝部隊司令。共產主義者中較偏向自由主義的胡榮則擔任合作社大臣，符寧擔任資訊部長。賓努、喬森潘、胡榮與符寧四人都具有良好的形象與聲望，特別是胡榮與符寧，兩人常對外宣稱政府對農民權益的擁護。
軍隊的控制權實際上握在波尔布特的手中，他在紅色高棉的重要位置是十分機密的（與農謝、宋成與英薩利等相當）。聯合政府的野戰軍柬埔寨民族解放軍（Cambodian People's National Liberation Armed Forces，CPNLAF）最初規模很小，柬埔寨內戰初期的許多戰役事實上都是在其幫助之下由越共部隊主攻的。
西哈努克與紅色高棉的關係一直都是緊張的。雖然喬森潘、胡榮與符寧等人都曾在西哈努克治下受其打壓，西哈努克對英薩利感到特別反感。英薩利於1971年為了監視西哈努克而被從河內派來，西哈努克不斷（且錯誤的）指控他是北越的特務。
| 职务                           | 姓名 | 姓名                               | 就职         | 去职      | 所属派系     | 注释                                                                      |
| ------------------------------ | ---- | ---------------------------------- | ------------ | --------- | ------------ | ------------------------------------------------------------------------- |
| 国家元首                       |      | 诺罗敦·西哈努克 Norodom Sihanouk   | 1970年5月5日 | 1976年4月 | 西哈努克派系 | 在北京                                                                    |
| 首相                           |      | 宾努 Penn Nouth                    | 1970年5月5日 | 1976年4月 | 西哈努克派系 | 在北京                                                                    |
| 首相府大臣                     |      | 吉春 Keat Chhon                    | 1970年       |           |              |                                                                           |
| 副首相兼国防大臣               |      | 乔森潘 Khieu Samphan               | 1970年5月5日 |           | 红色高棉     | 在柬埔寨。 国防大臣兼民族解放人民武装力量总司令。 1970年8月起兼任副首相。 |
| 外交大臣                       |      | 沙林察 Sarin Chhak                 | 1970年5月5日 |           | 西哈努克派系 | 原驻阿拉伯联合共和国大使。 在北京。                                       |
| 外交副大臣                     |      | 卜·杜斯库马 Pok Deuskomar          | 1970年8月    |           | 红色高棉     | 在柬埔寨                                                                  |
| 新闻、宣传大臣                 |      | 符宁 Hu Nim                        | 1970年5月5日 |           | 红色高棉     | 在柬埔寨                                                                  |
| 新闻、宣传副大臣               |      | 狄奥尔 Tiv Ol                      | 1970年8月    |           | 红色高棉     | 在柬埔寨                                                                  |
| 内政、乡村改革、合作社大臣     |      | 胡荣 Hou Yuon                      | 1970年5月5日 |           | 红色高棉     | 在柬埔寨                                                                  |
| 内政和安全副大臣               |      | 索图 Sok Thouk                     | 1970年8月    |           | 红色高棉     | 在柬埔寨                                                                  |
| 财经大臣                       |      | 秀木 Thiounn Mumm                  | 1970年5月5日 |           |              | 在北京                                                                    |
| 财经副大臣                     |      | 贵敦 Koy Thuon                     | 1970年8月    |           | 红色高棉     | 在柬埔寨                                                                  |
| 特别使命大臣                   |      | 周成 Chau Seng                     | 1970年5月5日 |           | 西哈努克派系 |                                                                           |
| 争取民族解放力量协调大臣       |      | 秀蒲拉西 Thiounn Prasith           | 1970年       |           |              |                                                                           |
| 公共卫生、宗教和社会事务大臣   |      | 努呼 Ngo Hou                       | 1970年5月5日 |           |              | 博士                                                                      |
| 公共卫生、宗教和社会事务副大臣 |      | 朱杰 Chou Chet                     | 1970年8月    |           | 红色高棉     |                                                                           |
| 人民教育、青年大臣             |      | 江裕朗 Chan Youran                 | 1970年5月5日 |           |              |                                                                           |
| 人民教育、青年副大臣           |      | 杨蒂里 Ieng Thirith                | 1970年8月    |           | 红色高棉     | 在柬埔寨                                                                  |
| 国防副大臣                     |      | 贡索迪                             | 1970年8月    |           |              |                                                                           |
| 军需、军备大臣                 |      | 杨森安 Duong Sam Ol                | 1970年5月5日 |           | 西哈努克派系 | 柬埔寨王家军少将                                                          |
| 司法、司法改革大臣             |      | 谢桑 Chea San                      | 1970年5月5日 | ？        | 西哈努克派系 | 富里萨拉亲王继任                                                          |
| 司法、司法改革大臣             |      | 诺罗敦·富里萨拉 Norodom Phurissara | ？           |           | 西哈努克派系 | 取代谢桑                                                                  |
| 公共工程、邮电、建设大臣       |      | 胡森巴 Huot Sambath                | 1970年5月5日 |           | 西哈努克派系 |                                                                           |

## 紅色高棉的接管
1973年3月，在意識到柬埔寨民族解放軍取得軍事成功後，西哈努克訪問了「解放區」，與喬森潘、胡榮、符寧三名紅色高棉領導人合影留念。陪同合影的還有沙洛特紹（後來的波尔布特），雖然西哈努克很可能沒有意識到沙洛特紹也是高層領導。美國最初認為這些照片是偽造的，稱這三名高級幹部是「三鬼」，因為他們在1960年代末就失蹤了，並且被廣泛認為遭到西哈努克的警察謀殺。後來此次訪問的電影被釋出，這似乎證實了「三鬼」實際上是活著的。
雖然西哈努克在訪問期間刻意與農民保持著距離，但紅色高棉領導層似乎因其在所在之處深受歡迎而大感困擾。1973年，「解放區」的信奉西哈努克主义的當地官員及軍事指揮官、以及與北越存在很強聯繫的人物開始被悄然解職：紅色高棉開始政治灌輸再次批評西哈努克是封建人物，至1974年，在強硬派塔莫（努剛）領導的西南大區部隊中，開始認定自己是「紅色高棉」而不是「解放高棉」。「解放區」的鎮壓和強制集體化開始增加，特別是該國西部，紅色高棉中的反越、民族主義分子受到控制，「王家」一詞被越來越多地從民族團結政府的宣言中刪除。
在公眾場合，西哈努克一直對民族團結政府政權的性質保持樂觀，並指出喬森潘「是一個與瑞典首相具有相同基本意識形態的社會主義者」，以從西方支持者獲得利益。然而美國政府依然拒絕與他打交道。在私下場合他對紅色高棉的意圖極為擔憂，在接受義大利記者採訪時指出：「紅色高棉會把我像小蛤蜊一樣吐出來」。中國總理周恩來警告法國大使艾蒂安·马纳克，稱美國無視西哈努克、繼續支持朗诺部隊，戰爭將在更為暴力的結果下結束。儘管有這些警告，美國繼續無視西哈努克，而中國有些不情願地開始轉而直接支持紅色高棉。

## 攻占金邊後
到了1975年4月17日紅色高棉進入金邊時，共產主義者牢牢控制著民族團結政府，外界與柬埔寨的通訊被徹底切斷了。西哈努克甚至沒能直接得到金邊陷落的消息；他最初去了平壤，但被說服回到柬埔寨擔任國家元首，雖然周恩來對此有嚴重疑慮。
金邊舉行了一場儀式招待西哈努克，但西哈努克對在這座城市所觀察的一切深感震驚。1976年1月，他的「保護者」周恩來的逝世進一步削弱了西哈努克的地位：在從國外廣播中得知紅色高棉侵犯人權之後，西哈努克於1976年4月「退休」。根據西哈努克自己的說法，紅色高棉領導層最初派英薩利試圖挽留自己，但他自己堅持辭職，隨後被軟禁於家中，喬森潘繼任國家元首職務。賓努同樣被解除總理職務。在1976年4月11日至13日舉行的柬埔寨第一屆人民代表大會第一次全體會議中，確認此前一直不為人所知的「橡膠種植園工人」波尔布特擔任總理。後來波尔布特被揭露是原為記者的紅色高棉強硬派幹部沙洛特紹。
民族團結政府中剩下的大多數西哈努克主义者很快就遭到處決。例如左翼分子诺罗敦·富里萨拉王子，就被認為於1976年在一個「再教育」中心受到酷刑並殺害；前民族團結政府的司法、司法改革大臣谢桑（Chea San）被殺害於吐斯廉（S-21）；只有賓努避免了類似的命運。民族團結政府的著名紅色高棉成員中，胡榮於1975年失蹤，至1976年幾乎確定已經死亡。共產主義知識份子符寧和周成遭到肅清，於1977年在吐斯廉被處決。喬森潘繼續在紅色高棉擔任國家元首的職務，可能因為其聲譽以及對波尔布特堅定不移的忠誠而受到保護，雖然他角色主要是象徵性的。